# Buchta smerti
Buchta smerti (ryska: Бухта смерти) är en sovjetisk stumfilm från 1926, regisserad av Abram Romm. Manuset baserades på romanen V buchte Otrada av Alexej Novikov-Priboj.

## Handling
Vita gardet ockuperade en södra hamn. Partisanerna befäste sig vid fyren. Bland dem finns Nikolaj Razdolnyj, vars åsikter skiljer sig från hans fars. De vita vakterna arresterar besättningen på Lebedskeppet och beordrar Nikolaj far att ta över hans tidigare uppgifter.
Подробнее на Кино-Театр.РУ https://www.kino-teatr.ru/kino/movie/sov/690/annot/

## Rollista
- V. Jaroslavtsev – Ivan Razdolnyj, andremaskinist på militärfartyget "Sudba" (Svanen)
- A. Matsevitj – Nikolaj Razdolnyj
- Vasilij Ljudvinskij – Pavlik Razdolnyj, Nikolajs lillebror
- A. Ravitj – Razdolnyj
- Nikolaj Saltykov – Surkov